# إدكو
إِدكُو مدينة ومركز بشمال محافظة البحيرة، وتطل على بحيرة إدكو وخليج أبي قير (البحر الأبيض المتوسط).
اكتسبت أهمية لعمل شركة بريتيش بتروليوم منها في استخراج النفط والغاز الطبيعي من منصات بحرية ترتبط بإدكو.

## المركز
يضم مركز إدكو 3 وحدة محلية و74 قرية وعزبة وهي المعدية ومنشية ديبونو وقرية 6 أكتوبر.

## المدينة

### الأحياء والشوارع
- شارع سعد زغلول
- شارع محمد عبده
- شارع الجمهورية
- شارع المصيف
- طريق الملح
- شارع صلاح سالم (الصنية)
- شارع البحر
- شارع بورسعيد
- شارع الاقبال (حي الطويية)
- شارع عزيز المصري
- شارع بلال
- شارع منصور
- شارع جمال عبد الناصر (المحطة)، ويعتبر من أهم الشوارع في المدينة هو شارع جمال عبد الناصر (المحطة) ويـأتي بعده الشوارع التجارية مثل شارع سعد زغلول الذي يتواجد به أكثر من 100 محل وشارع الجمهورية الموازي له وكذلك شارع محمد عبده الذي يوجد به العديد من المدارس والإدارة التعليمية وشركات الكهرباء والمياه والمدافن، وأيضا شارع البحر وكذلك حى سيدى إبراهيم والعراقية والذي يوجد بهما سوق عام للجميع المواد الغذائية ومن أشهر الشوارع شارع الشلبي وشارع القائد جوهر وشارع احمد عرابي.

### المعالم
تقع المدينة على سواحل البحر الأبيض المتوسط وفيها مساجد ذات تراث رفيع أشهرها مسجد الشلبي الذي يعتبر من أكبر المساجد في المحافظة، وما زال يوجد بها طاحونة قمح منذ القرن الماضي وتقع في حي كوم الطواحين ومسجد إبراهيم بن عمر ومسجد سيدى خلف ومسجد الجبرتي والعديد من المساجد كما يوجد مدافع من عصر محمد على اقامها احمد عرابي لمقاومة الإنجليز على ساحل البحر كما يوجد مقام الشافع بن سائب من الصحابة بمنطقة المقابر وايضًا مقام العارف باللة عبد الرازق على شاطئ البحر.

## التاريخ

### تسميتها
إدكو من المدن قديمة المنشأ في العصر الفرعوني كانت مقاطعة ضمن المقاطعات وكانت تسمى «رع أمنتى» وظهرت في هذه المقاطعة العديد من المدن الفرعونية القديمة التي اندثرت وحل محلها مدن أخرى ومنها مدينة «تاجو» وهي إدكو حالياً ويرى بعض المؤرخين أن اسم ادكو الفرعونى هو «جاكات» بمعنى التل المرتفع وهنا يتضح ارتباط العمران بالتلال الرملية الواقعة شمال بحيرة إدكو، ويروي أيضا ًعن أحد المؤرخين إن اسمها القديم الوارد في كشف الأسقفيات باسم إتكو.

### العصور الإسلامية
فُتحت ادكو في خلافة «عمر بن الخطاب» بامر منه الي القائد «عمرو بن العاص» علي يد «عبد الله بن عمر» وكان ملك ادكو هو «زرند» وكان ماكرا مخادعا كثير الحيل فقد خرج لقتل العرب فالتقي في غرب ادكو حتى اشتد بهم القتال فالتجأ الملك وجيشه إلي الحصون وغلّق الأسوار فحاصر العرب ودام الحصار ستة أشهر فلم يحرم أهل ادكو من خيراتهم لكثرة خضرواتها وما كان...و يحتاجون من شيء من الخارج الا قليلا فوجد العرب انهم لن يظلوا هكذا فشكوا امرهم الي اميرهم فارسل جواسيسه حول الاسوار ليلا عساهم يجدون ما يدلهم ويهديهم وفي ذات ليلة خرج سيدي منصور من الجيش وصار يمشي فوجد امراة تمشي بطيئة إذ تحمل علي رأسها شيئا فظل يتتبعها حتى وضعت ما علي رأسها ومدت يدها الي باب من الرخام في الأرض ففتحته وهمت ونزلت فيه وسرعان ما انقض عليها سيدي منصور وامسك بيدها وامنها علي نفسها واخذ يسئلها وتجيبه فقال لها ما اسمك؟ اسمي «نورانه» وعلي دين من أنت؟ علي دين محمد وكيف بلغتك رسالته؟ سمعت بمرماها فثقفتها فامن ماهذا الباب؟ هوباب سري نقضي منه حوائجنا في مثل هذه الايام والي اين يصل هذا السرداب؟ الي داخل المدينة فيمضي الداخل من تحت الاسوار وحبذا لو فتحتم هذه المدينة فتخلصوا اهلها من الويلات فهم فيها مغرقون فاستحلفت سيدي منصور ان تكتم امري ثم تركها تدخل واغلقت الباب خلفها فوضع سيدي منصور علامة علي الباب فذهب توا الي اصحابه واخبرهم بما راي فاخذوا للامر اهبتهم فذهبوا للجهاد حتى وصلوا الي الاسوار فتفرقوا حولها وامروا اشدائهم بفتح السرداب وما أصبح الصباح حتى دخلوا العرب المدينة فتعالي تكبيرهم وتهليلهم وما سمع أهل المدينة هذا التهليل وقاموا مذعورين فحكم فيهم العرب حتى قتلوا منهم الكثيرين فما كان للملك إلا أن يرفع راية الاستسلام فتقدم الي الصحابة يستامنهم علي نفسه فقالوا له اجب الأمير واطلب منه الامان فلما مثل بين يديه ساله من أنت؟وما تريد؟ انا الملك وانا مسلم واريد الامان فقال له الأمير إذا كنت مسلما فقل لي ما هي الكلمة التي دخلت بها دين الإسلام؟ فلم يجيب فقال له الأمير اما الامان فبأحد الأمرين إما الإسلام واما الجزية فسأله عن الجزية فقال يدفع كل منكما دينارا وهو فوق رأسه السيف اختار الإسلام فأمره بالنطق بالشهادتين فنطق بهاوأقام العرب بعد ذلك أياما ثم رحلوا إلي فتح رشيد وتركوا خمسة وعشرين رجلا منهم يُعلّمون الناس من أهل ادكو شرائع الإسلام فمكثوا فيها يومين وفي اليوم الثالث انقض عليهم الملك بجنوده فقتلوا العرب ولما كانت نورانه في إسلامها صادقة رأت ذلك فعز عليها ذلك فذهبت الي العرب واخبرتهم بما جري فرجع عبد الله بن عمر بجيوشه ودخل المدينة وقاتلوا الملك وجيوشه حتى قتل الملك «زرند» وفرض الجزية علي من لم يسلم حتى استتب للمسلمين فيها. وهذا الكلام ليس عليه دليل تاريخى أو حتى جغرافى وأى واحد من أبناء إدكو يعرف أن طبيعة البلد لا تسمح بحفر سراديب نظرا لارتفاع منسوب المياه السطحية لانحصار البلد بين البحر والبحيرة. كما أن البلاد كانت عبارة عن مرتفعات وكثبان رملية وليس بها موارد للعيش ولم يتم تعميرها الا حديثا وكانت اشبه بالصخراء القاحلة.

### الاحتلال الأوروبي

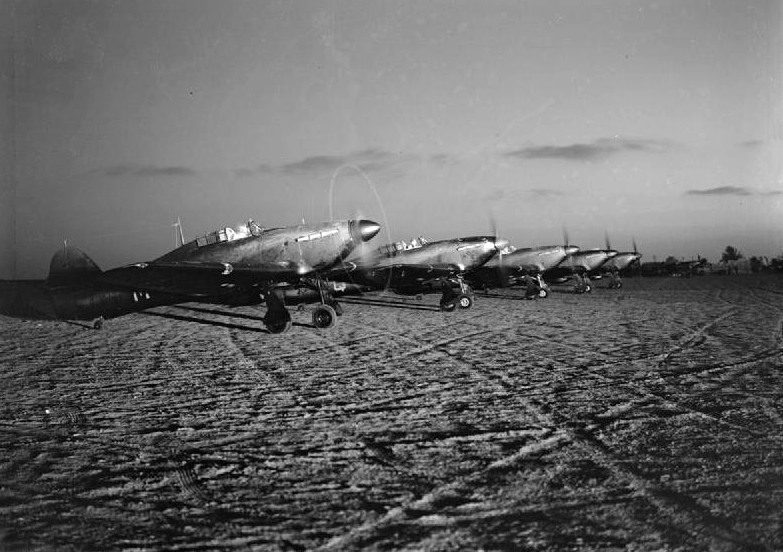
طائرات «هوريكان» تابعة لسلاح الجو البريطاني حوالي سنة 1941 بقاعدة إدكو الجوية

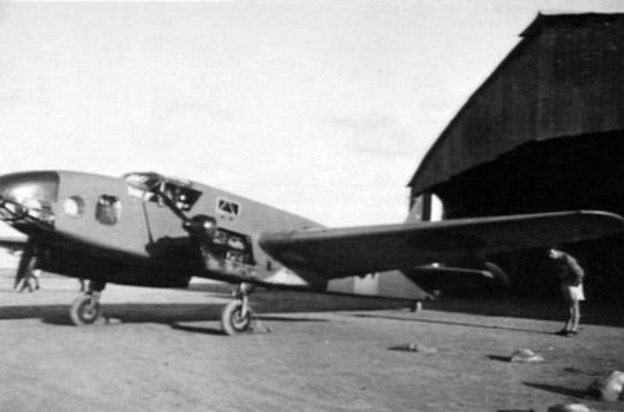
طائرة استطلاع إيطالية من طراز «كابروني» أسرها الإنجليز وتظهر بقاعدة إدكو الجوية

كان بها قاعدة جوية للإنجليز.

## اقتصاد
تمتاز بأراضي خصبة تُزرع فيها محاصيل شتى، كما تعتبر من أهم مدن مصر إنتاجا للثروة السمكية كونها تطل على البحر الأبيض المتوسط من الشمال وعلى بحيرة إدكو من الجنوب ويكثر فيها أسواق السمك بكل انواعه وبها أيضاً ميناء للمعدية.
وبها الكثير من مصانع الغزل والنسيج وفي السنوات الأخيرة شهدت طفرة صناعية كبرى عندما اكتُشِفَت حقول غاز طبيعي ضخمة بها، والّتي أدخلت مصر إلى قائمة الدول المصدرة للغاز. ويصدّر الغاز الطبيعي المسال حالياً من إدكو إلى العديد من الدول.

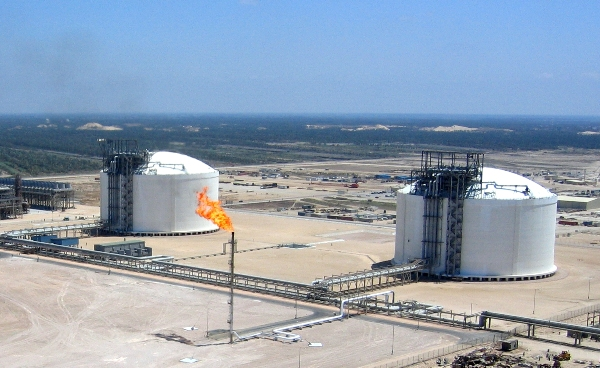
اساله الغاز الطبيعي في ادكو

## اعلام إدكو
- حسن أبو سعدة الاديب محمد محمود زيتون الاستاذ الدكتور على صبح عميد كلية دار العلوم
- اللواء إبراهيم عشرة مساعد أول وزير الداخلية
- أ.د العربي هندي شميس عميد علوم الاسماعيلية
- أ.د محمود عابدين عميد تربية الاسماعيلية فضيلة الشيخ مسعد إبراهيم ابوستة مستشار شيخ الازهر
- ا.د محمد الشيخ (زكريا) مؤسس جراحة الفك والتجميل بجامعة الإسكندرية مستشار حسن فرحان صفار
- مستشار صادق السيد توتو لواء اركان حرب كارم مصطفى برمو لواء مهندس محمد عرابى
- ا.د سليمان خميس بجامعة الازهر ا.د حمدى طة أستاذ بكلية اعلام الازهر مهندس محمد مسعد كمون نائب وزير الزراعة ورئيس الهيئة العامة للثروة السمكية - كيميائى سعد محمد هلال رئيس الشركة القابضة للبتروكيماويات
- ا.د عبد الله مسعد زين الدين عميد زراعة الإسكندرية ا. د حنان محمد الشيخ عميد كلية طب الاسنان جامعة الإسكندرية
- عبد الله الأدكاوي

## عرض الصور

معالم ادكو
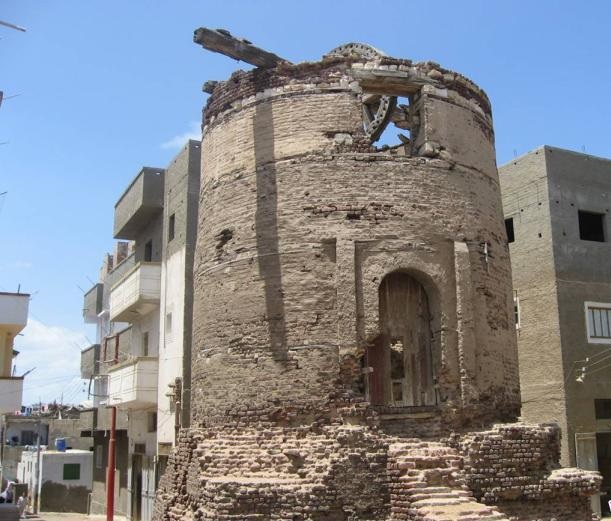
الطاحونة التي تقع في كوم الطواحين
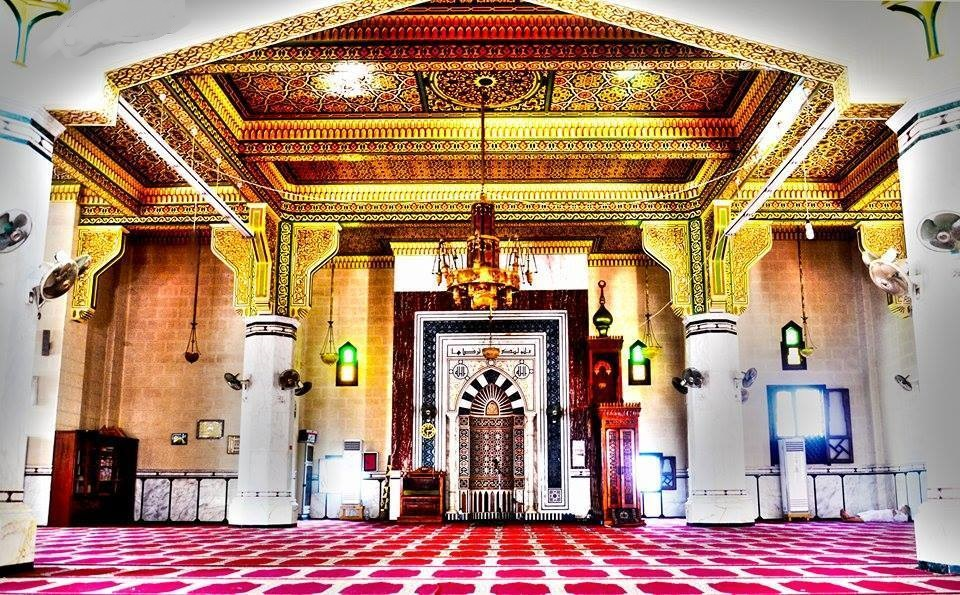
مسجد الشلبي
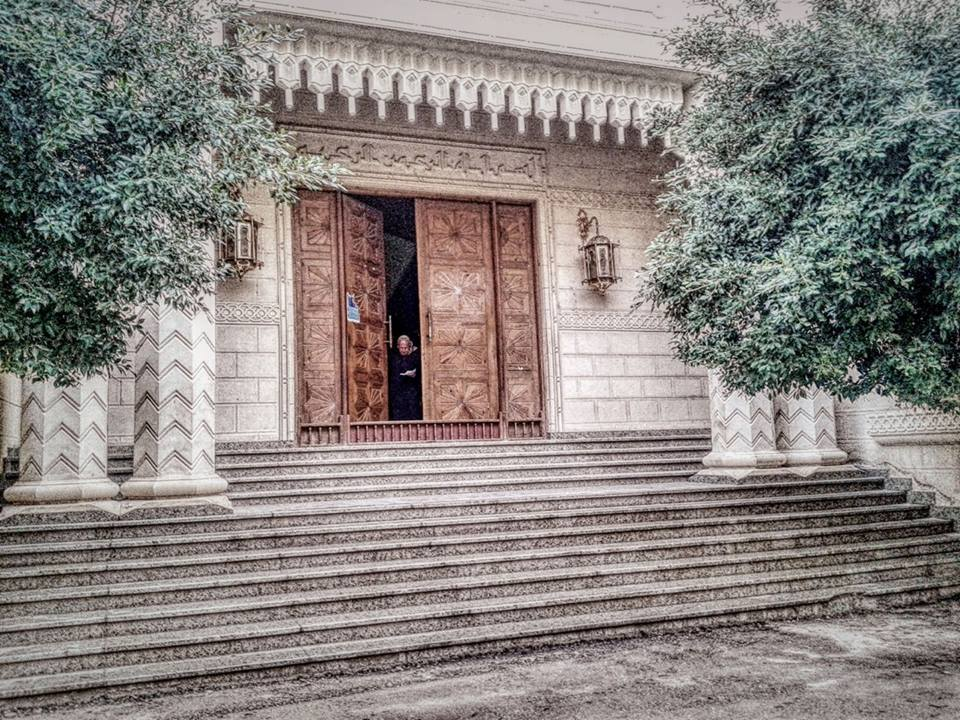
صورة اخرى لمسجد الشلبي
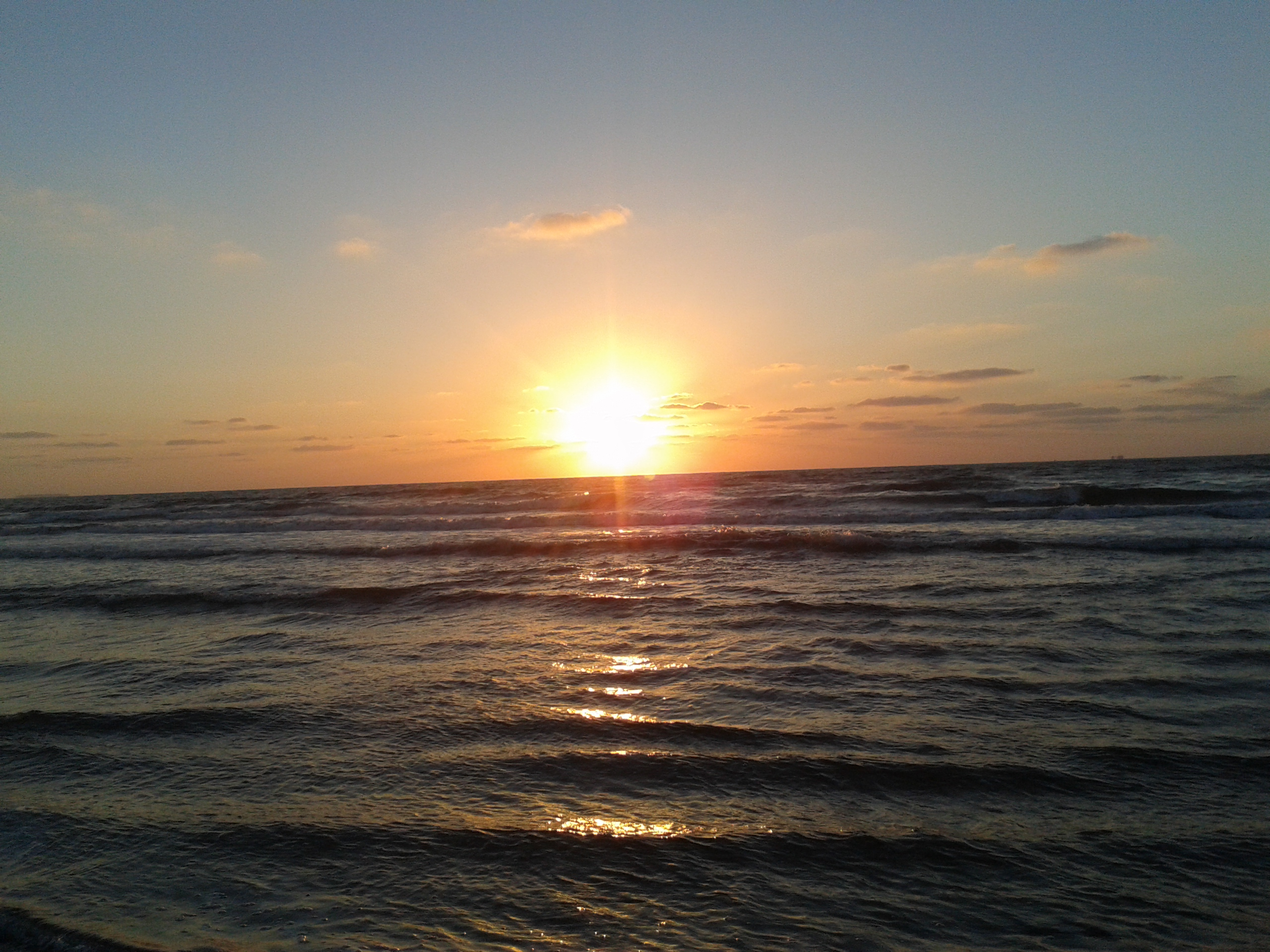
شاطئ ادكو وقت غروب الشمس